# Maroa (Illinois)
Maroa – miasto w Stanach Zjednoczonych, w stanie Illinois, w hrabstwie Macon.